# ドニエプル川の戦い
ドニエプル川の戦い（もしくはドニエプル川下流の戦い）(英語Battle of the Dnieper) とは第二次世界大戦中の1943年に行われた戦いのことである。この4か月の戦いの間、ドニエプル川東岸はソビエト赤軍5個方面軍によってドイツ国防軍から取り戻され、さらに西岸にいくつかの橋頭堡を築くために幾筋かの攻撃渡河の先導となった。その後、キエフは別の攻撃により解放された。
戦争の中でも損害の大きな戦いの一つであり、犠牲者は双方で1,700,000名から2,700,000名と推測されている。作戦はいくつかの小さな作戦活動より形成されており、メリトポル（Melitopol）攻略作戦、ザポリージャ（Zaporizhia）攻略作戦、ピャチハキ（Pyatikhatki）作戦、ズナメンカ(Ul. Znamenka)攻略作戦、ドニエプロペトロフスク（Dnepropetrovsk）攻略作戦が含まれていた。

## 戦略的状況
クルスクの戦いの後、ドイツ国防軍最高司令部は東部戦線において赤軍に対してすでに大規模な攻撃を行うことはもはやできなかった。クルスク後の長い退却の間、ドイツ軍とそれを支援するドイツ空軍はドニエプル川を渡り西へ移動、ボータン線に沿って防衛を固めた。ソビエト赤軍による連戦と空からの襲撃の中、小さないかだやボートで何千ものドイツ軍将兵がドニエプル川を横断することになった。ドイツ軍は多大な将兵と軍需物資を失い、経験豊富な部隊の多くがその戦力を減じることとなった。これらのことはドイツ軍がソビエト赤軍に対して防衛を継続しなければならないことを意味していた。時折、ドイツ軍の戦術的反撃はかなりの成功を収めていたものの、これらはクルスクにおける戦略的主導権を取り戻すことにはならなかった。ドイツ軍の将兵、軍需品、後方支援が弱体化する間、ソビエト赤軍は着実に強化されており、このため、ソビエト赤軍が大きく数の優勢を形成することとなった。
8月中旬までにドイツ総統アドルフ・ヒトラーはソビエト赤軍の攻撃を抑えることができないと判断、一連の防衛陣地を建設し、ソビエト赤軍の攻撃を抑えるよう命令、さらにドイツ軍がドニエプル川のヴォータン線を厳守するよう要求した。
一方、ソ連側ではヨシフ・スターリンがこれまでに占領された領域の回復を続行することを決意しており、翌年始めに開始した。ウクライナの工業地帯は人口稠密地帯であり、さらに炭鉱、他の鉱山は貴重な資源をソ連に供給することから最優先とされた。攻撃の主軸は、戦線の大部分が安定していた北側面、及びアゾフ海に沿った南側面を中心としており、南東で行われることになった。

## 計画

### ソビエト赤軍の計画
作戦はスモレンスクとアゾフ海の間、1,400Kmの戦線で動き始めた師団により1943年8月24日に開始された。

#### ソビエト赤軍
作戦には以下の5個方面軍が参加した。
- 中央方面軍（1943年10月20日より白ロシア方面軍）
- ヴォロネジ方面軍（1943年10月20日より第1ウクライナ方面軍）
- ステップ方面軍（1943年10月20日より第2ウクライナ方面軍）
- 南西方面軍（1943年10月20日より第3ウクライナ方面軍）
- 南方方面軍（1943年10月20日より第4ウクライナ方面軍）

将兵2,650,000名がこの作戦の為に集められた。さらに作戦には砲門51,000門、戦車2,400両、航空機2,850機が利用できる状態であった。

### ドイツ国防軍の計画

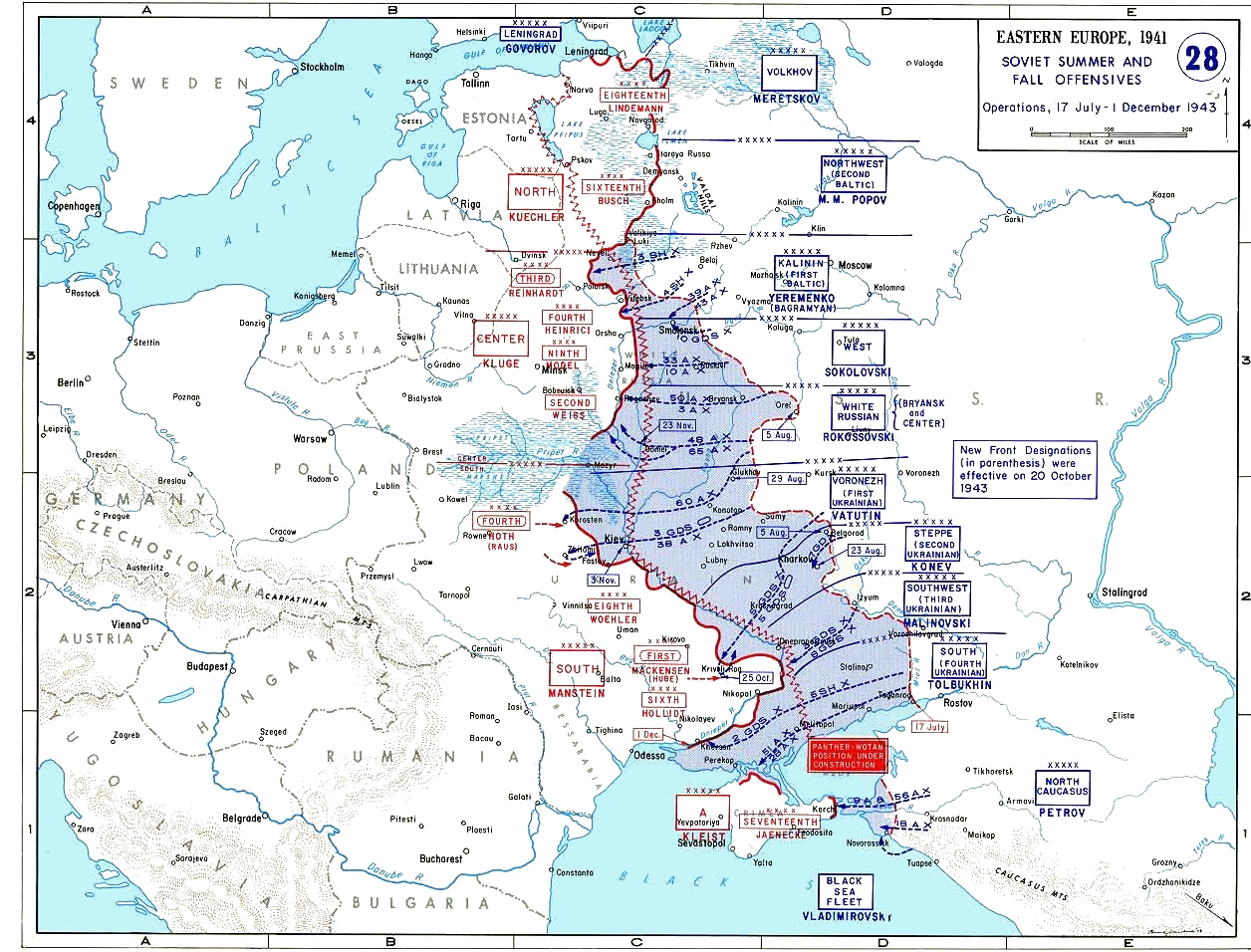
ドニエプル川の戦いと関連した作戦の地図

ドニエプル防衛複合陣地（「東の壁（Eastern Wall）」として知られている）を形成せよという命令が1938年8月11日に出され、建設がすぐに開始された。
防衛線はドニエプル川沿いに構築されたが、猶予が少なかったため、全体に構築する望みはなく、「東の壁」は密度、深さにおいて防衛力が均一ではなかった。そのため、防衛はソビエト赤軍が攻撃を仕掛けそうだった地域（たとえば、クレメンチューク、ザポリージャ、ニコポル）に集中していた。その上、1943年9月7日、武装親衛隊とドイツ国防軍はソビエト赤軍の進撃を鈍らせるため、退却しなければならなくなった地域において焦土作戦を実行、ありとあらゆるものを空にしてソビエト赤軍の補給体制を悪化させるよう命令された。

## 戦略的活動

### 最初の攻撃
兵力の大幅な優勢にもかかわらず、攻撃は簡単ではなかった。ドイツ軍の反撃は猛烈であり、あらゆる町、都市で激戦となった。ドイツ軍は後衛を広範囲に利用、各都市、丘ごとに部隊を配置、ソビエト赤軍の攻撃に対し、遅滞戦術を取った。

### 攻撃の進捗
攻撃開始3週間後、ソビエト赤軍に多大な損害を与えたにもかかわらず、大平原のような平らで広々とした地形においてドイツ軍には兵力の増強されたソビエト赤軍の攻撃を阻止出来る見込みが無いことが明らかになった。エーリッヒ・フォン・マンシュタインはソビエト赤軍の攻撃を阻止するためにさらに12個の新設師団を要求したが、ドイツ軍の予備戦力は枯渇状態であった。何年もの後、マンシュタインは回顧録にこう記している。

「この状況を分析した後、私は我々がドンバス（ドネツ炭田、Donbass）を保持することができず、東部戦線全体におよぶ大きな脅威が軍集団北側面に形成されていると結論した。第8軍と第4軍はあまりにも長い戦線のため、ソビエト赤軍の攻撃を阻止することができないだろう。」

### 決定的行動
そのため、1943年9月15日、ヒトラーは南方軍集団へドニエプル防衛線まで撤退するよう命令した。
ポルタヴァでの戦いは特に激しく、ポルタヴァの防衛は強化されており、その駐屯軍も準備を怠らなかった。決定的ではなかったが、大規模にソビエト赤軍の進撃を遅くした2,3日後、イワン・コーネフは都市を迂回、ドニエプル川方面へ急ぐことを決定、激しい市街戦が2日間行われた後、ポルタヴァに駐屯していたドイツ軍は撃破された。
1943年9月末、ソビエト赤軍はドニエプル川低地地域に到着したが、装甲部隊の一部は到着していなかった。

### 最終的関与

#### ドニエプル空挺作戦
（下記の大部分はソビエト赤軍最高司令部情報の参照を受けたDavid M. Glantzによる記述の概要である。）
ソビエト赤軍最高司令部はドニエプルにおいて焦土戦術中のドイツ軍から小麦などの作物を手に入れ、ドイツ軍が防衛線を安定させる前に戦略運用上重要な橋頭堡を擁立するために、戦線中央部のヴォロネジ方面軍第3戦車軍を分離、弱体化しつつあるドイツ軍と競争させた。第3戦車軍は軽率に突進、9月21日から22日にかけての夜、渡河、23日にソビエト赤軍歩兵部隊は小規模で脆弱な橋頭堡を確保するために間に合わせのいかだ（一部は泳ぎ）で川を渡ったが、反撃はドイツチェルカッシー学校（Cherkassy flak academy NCO）下士官学校下士官候補生らと第19装甲師団の偵察大隊が行ったのみであった。（これらはドニエプル環状防衛線60Km内で唯一のドイツ軍であった。）にもかかわらずドイツ軍による重爆撃と架橋器材の不足により、ソビエト赤軍は大型兵器を渡すことができず、橋頭堡が拡大できなかった。
ドイツ軍が反撃を行う前に、ソビエト赤軍最高司令部は重大な転機を感じており、橋頭堡を拡大するために空挺部隊による急襲攻撃を命令した。21日、ヴォロネジ方面軍の第1、第3、第5親衛空挺旅団は緊急命令を受け、23日、ヴォロネジ方面軍の部隊が川へ進撃する間、15Kmから20Kmの橋頭堡周辺およびカネフ（Kanev）、Rzhishchevの間でドニエプル環状防衛線の深さ30kmの接続を確保することとなった。
飛行場への人員の到着が遅れたため、23日、計画の一日延期と第1旅団を計画からはずすことが必要となった。それに伴う任務変更は、命令系統に混乱に近い状況を引き起こした。最終任務変更命令が中隊長に下されたのは24日、彼らの部隊所属将兵、1830名が離陸のために飛行場に集められる15分前であり、対戦車地雷、シャベル、秋の夜露を凌ぐためのポンチョ等の装備は支給されていなかった。天候の影響のため、割り当てられた航空機が時間内に飛行場に到着するとは限らなかった上に大部分の飛行安全を司る将校は、それらの航空機に最大積載量の荷物を積むことを認めなかった。予想より少ない航空機（積載量）しか使用できず、主計画は断念された。多くの無線機などの軍需品が取り残されることとなり、次善策として2個旅団を運ぶために3機の輸送機を使用、部隊（過度に酷使された鉄道により未だ輸送中であった）の少数が戻ってきた輸送機に小出しに載せられるが、これらは燃料トラックのより低い能力のため、燃料補給が遅れていた。大部分の航空機は人員を載せて燃料補給を受け、降下地点を捜すために横列ではなく縦列になって飛行した。
軍団所属部隊から編成された5つのフィールドの内4つ（1つのフィールドは燃料を全く受け取れなかった）が170Kmから220kmの飛行を行うとともに部隊は（その半分は訓練塔からの降下訓練を行なっていなかった）降下地点、集合地点などを新たな命令を受け取ったばかりでまだ理解しきっていない小隊長らからの説明を受けた。その間、ソビエト空軍の偵察機は天候によって数日間動けず、その日の午後早く、そのエリアでかなり強化されたことを知らせる偵察写真を撮ることができなかった。霧雨の中、第3旅団を輸送する輸送機のパイロットは川の警戒隊を越えた向こう側での自軍の抵抗を期待できず、その代わりにドイツ第19装甲師団（偶然にも21日、降下地点をドイツ軍の6個師団と他の部隊がソビエト第3戦車軍の戦線においての隙間を埋めるよう命令を受けて通過中であった）から対空砲と照明弾の砲撃を受けた。導かれた輸送機は1930名をDubariで空挺部隊を降下させたが、ドイツ第73装甲擲弾兵連隊の兵員輸送大隊（工兵）と第19装甲師団の師団本部要員から小銃、機関銃、2cm Flakvierling38の対空砲火を受けた。一部の空挺部隊は、着陸の前にもかかわらず手榴弾を放り投げ始める等応戦していたが、輸送機は回避行動として上昇した為、空挺部隊は広範囲に散らばって降下することとなった。夜間、一部のパイロットは照明弾で照らされた降下地点を避けた、そして13機の輸送機が全ての空挺兵を降下させることなく、飛行場に戻った。主に防衛向きではない地形上、10×14Kmの範囲に降下を意味していたが、その代わりにドイツ軍の最速の機動部隊上に30×90Kmの範囲での降下を成し遂げた。
地上において、ドイツ軍は指令系統の確立していない降下部隊を殲滅するため、そして彼らを集めて降下物資を破壊するために白いパラシュートを目印に使用した。篝火が燃やされ、強烈な残り火、多色な照明弾は奇妙で恐ろしい戦場を照らし出した。奪われた書類は指揮系統の混乱した降下部隊が降下する前にドイツ軍がソビエト赤軍の目的について知る十分な知識を与えた。
輸送機は飛行場に戻ったが、燃料不足のため、軍団所属の45mm対戦車砲および、2,017名の空挺兵を運ぶことができず、500回の計画のうち298回だけしか行えなかった。降下した4,575名（計画の約70%、その内1,575名が第5旅団）の内、約2,300名が第43特別集団に集合、絶望的な中、使命を捨ててまだドイツ軍によって破壊されていない補給品を捜すことにそのほとんどの時間を費やした。その他の将兵はこの地域で活動している9つのパルチザングループと合流した。約230名がドニエプル川を渡り（あるいはその外から）、方面軍部隊の元（あるいは当初からそこに降下）へ移動した。大部分がほとんどが捕虜となるか、その翌日または初日に（Grushevo（Dubariの約3kmの西）近辺でドイツ軍が空挺兵150名を殲滅している間、ドイツ第III軍団の第73装甲擲弾兵連隊（大損害を受けていた）に殲滅された。
ドイツ軍は1,500から2,000名を殲滅、もしくは捕虜と見積もっており、最初の24時間で降下部隊のうち、捕虜となるか戦死したものは901名と記録されている。駐屯部隊、及び鉄道路線、縦列部隊により機会を得た小規模な活動は11月初旬を通じて残余部隊に対して行われたが、ドイツ軍による空挺兵狩りは26日、2,100名を殲滅したことにより終了したと考えられていたが、全ての地域を掃討するには人員が足りず、その地域の森には小規模な脅威が生じたままにされた。
ドイツ軍はこの作戦を腕のいい狙撃兵を欠く、計画立案者の道楽により滅ぼされることとなった基本的に健全な発案と呼んだ。（ただ赤軍空挺兵に対しては粘り強さ、銃剣の熟練さ、およびまだらに樹木が茂った北方地区のうち破壊された地域の巧みに利用したため、彼らを賞賛していた）ソビエト赤軍最高司令部はこの2回目の部隊降下は完全な失敗になると考えていた。彼らはヴャジマで経験した冬の降下作戦から学んでいるはずであった教訓を思い出すことなく、二度と同じことを試すことはなかった。
ソビエト第5親衛空挺旅団旅団長Sidorchukは、南で森に篭り、結局、チェルカースィ近辺のドニエプル川上で半分が空挺兵、半分がパルチザンの旅団規模の部隊を集め、航空機による物資投下を受けた上で、11月15日、最終的に第2ウクライナ方面軍の部隊と合流することができた。

### ドニエプル川の強行渡河

#### 実行するにあたっての問題

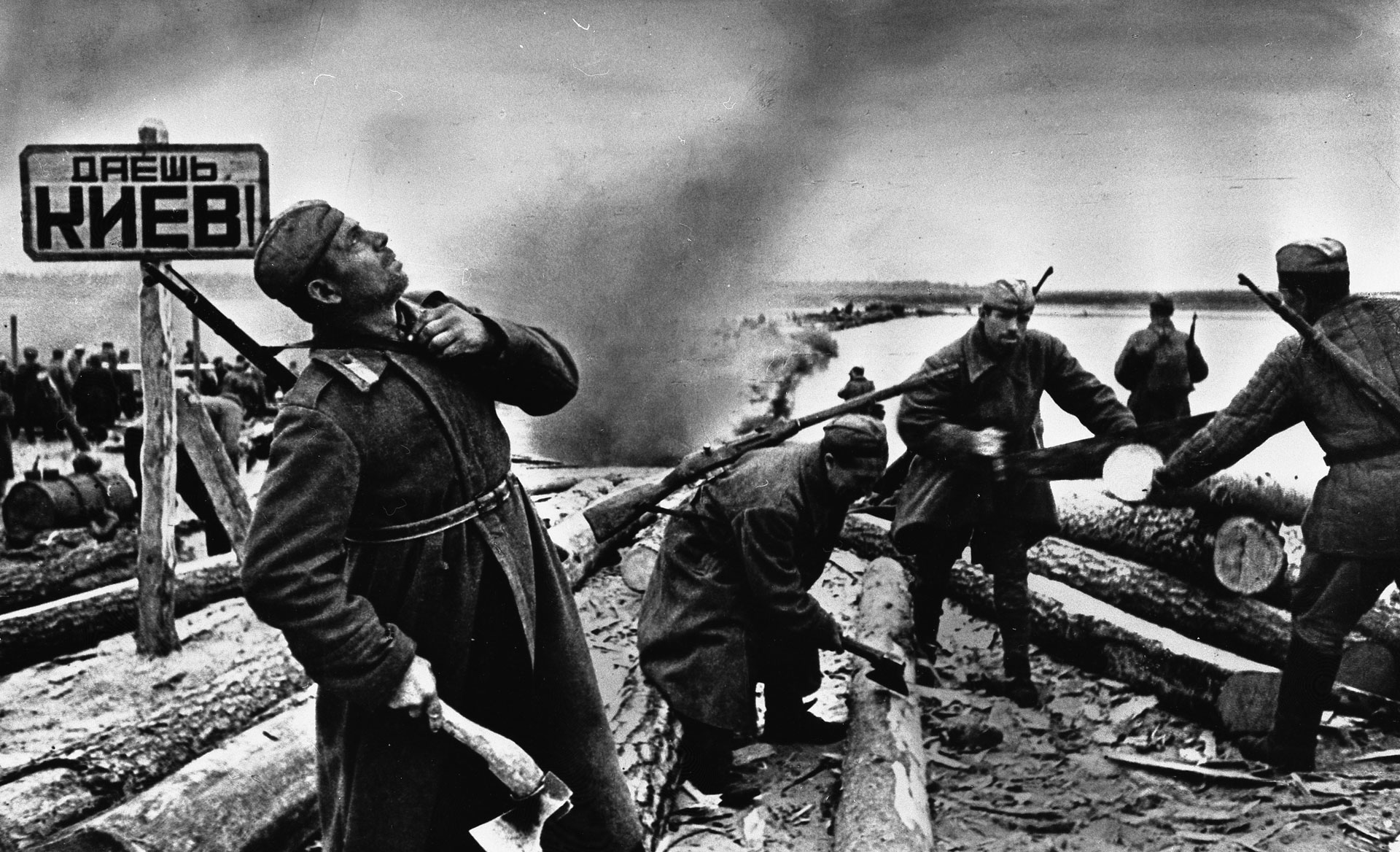
ドニエプル川の渡河のためにいかだを準備しているソビエト赤軍兵士（看板には「キエフへ！」と書いてある）

ドニエプル川はヨーロッパにおいてヴォルガ川、ドナウ川についで3番目に大きな川であった。その下流では川幅が3kmに達しており、さらにそれがいくつかの場所でせき止められており、より川幅が拡大している箇所も存在していた。さらに渡河する岸辺（お互いに奪取を繰り返していた）は左岸より高く急傾斜であり、さらなる攻撃を難しくしていた。その上、対岸はドイツ軍が巨大な防衛施設を築いており、ドイツ軍は一歩も引く気がなかった。
このような状況を前にして、ソビエト赤軍の司令官には2つの作戦を選択することができた。第一の方法は、再編成を行い弱点もしくは突破しうる点（必ずしもドニエプル川下流ではない）を見つけて進撃を行い、ドイツ軍装甲部隊が1940年にマジノ線を迂回して攻撃したかのようにドイツ軍を取り囲み、防衛線を無力化した後、次の防衛線へ進むことであった。しかし、これはドイツ軍に多くの予備戦力を用意させる時間を与えることになり、1941年以降のソビエト赤軍司令官が避けたがっていた、部隊の側面部を敵の機械化された部隊の攻撃にさらさせることになる可能性があった。
第二の方法は、待機することなく、ドニエプル戦線の広い幅で大規模攻撃を行うことであった。この方法であれば、ドイツ防衛部隊に時間を与えることなく大規模な損害を与えることに繋がるとされた。結局、スターリンが11月7日までにキエフを取り戻したいという政治的理由により、2つ目の作戦が選ばれた。
攻撃は300Kmに及ぶ戦線においてほぼ同時に開始された。輸送に利用できる手段として攻撃部隊が対岸へ渡るために小船はおろか、即席に多くの樽や木が利用された。この際重大な問題として大型装備の輸送があり、それが出来なければ橋頭堡は長く維持することができなかった。

### 強襲渡河

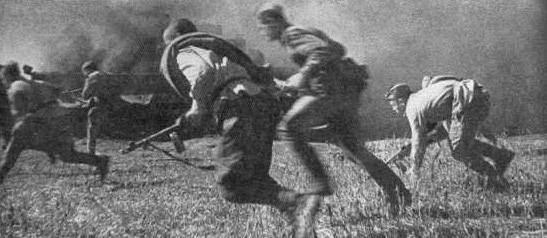
橋頭堡上で攻撃を行う赤軍兵士、1943年10月

戦線の北部ではドニエプル川渡河地点の最初の橋頭堡はドニエプル川、プリピャチ川合流地点で1943年9月22日に確立した。9月24日、もう一つの橋頭堡がドネプロゼルジンスク（en）近郊で確立、さらに9月25日、ドニエプロペトロフスク（en）近郊で、9月28日にクレメンチュク（en）近郊でそれぞれ確立された。月末までに23個の橋頭堡が確立され、それらのいくつかは10Km幅で1から2Kmの深さを持っていた。
誰に聞いても、ドニエプル川の渡河は激戦であったと語る。激しいドイツ軍の砲火と多大な損失の中、兵士は川を横断するために、あらゆる浮く物を使用した。その後、ソビエト赤軍部隊はドニエプル川の岸を形成している粘土質の峡谷に基本的に身を落ち着けなければならなかった。

### 橋頭堡の確保
ドイツ軍はあらゆる橋頭堡で激しい反撃を開始、赤軍が大型兵器を対岸から輸送する前に殲滅しようとしていた。たとえば、爆撃機は川を横断している橋頭堡と増援部隊を攻撃し、Borodaevsk橋頭堡（コーネフの回顧録で名前が挙がっている）ではドイツの重装甲部隊と航空部隊が攻撃を与えた。これに対しコーネフはソビエト空軍の上空援護担当組織へ援護不足を伝え、ドイツ軍爆撃機の爆撃を阻止する上空援護を準備し、対岸から多くの火砲でドイツ軍戦車に対して報復攻撃を行うよう命令した。ソビエト空軍部隊が組織化され、何百もの火砲、カチューシャが砲撃開始した後、戦況は好転し、橋頭堡は維持された。
このような戦いがあらゆる橋頭堡で当たり前と化しており、全ての橋頭堡は維持されたが損害は激しく、10月初旬には大部分の師団が定数の25%から50%にまで減少していた。

## ドニエプル川西岸での戦い

### ドニエプル川下流域の戦い

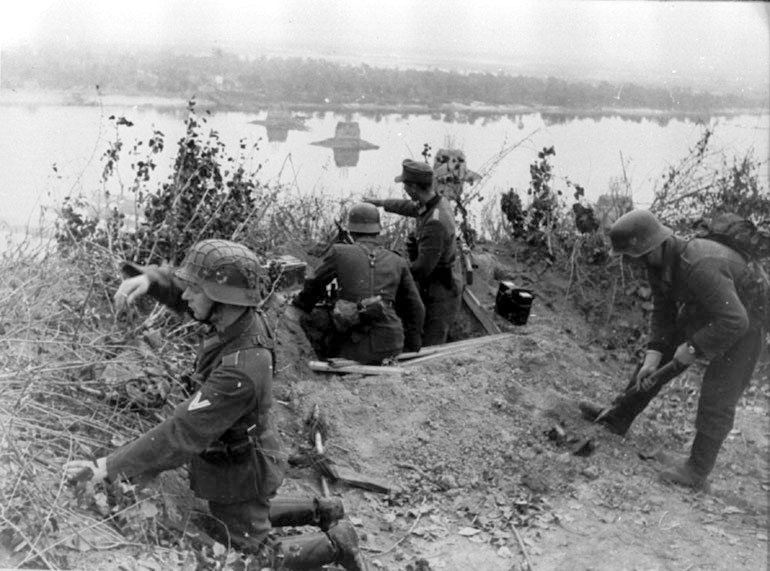
ドイツ軍はドニエプル川全域で斉射を行った

10月中旬までに、ドニエプル低地の橋頭堡に戦線南部の安全なドニエプル川の渡河地点から最初の大規模攻撃を行える程に部隊が集結されるようになった。それに伴い、激しい攻撃がクレメンチュク・ドニエプロペトロフスクで開始、同時に大きな迂回が行われ、ドイツ軍をドニエプル川下流からそして、キエフから引き離す為に南でも行われた。
攻撃の終了時、ソビエト赤軍は幅300Km、一部で深さ80Kmの橋頭堡を支配、南ではクリミア半島のドイツ軍が他のドイツ軍と切り離され、ドイツ軍のドニエプル川左岸でソビエト赤軍を食い止める希望は失われた。

### 批判
ロシア革命記念日の11月7日までにキエフを解放するというスターリンの意思は歴史家により、多大な非難にさらされた。ドニエプル川下流の橋頭堡がキエフからドイツ軍の目をそらすために故意に「単独で残された」ということが今では一般的な見方であり、大きな損失を出すこととなった。

## 結果
ドニエプル川の戦いは東部戦線を再安定させようとしていたドイツ軍（ヒトラーはドニエプル川で阻止することを望んでいた）のある意味敗北であった。ドイツ軍は赤軍の圧力により防衛強化を強いられることとなり、更にキエフは奪還された上、ドニエプル川下流域のソビエト赤軍の橋頭堡を殲滅するだけの戦力が既に失われていた。西岸の大部分はドイツ軍が未だ保持していたが、それが長く続かないことは両軍が知っていた。
また、この戦いにおいて赤軍パルチザンは活発な活動を示した。1943年9月から10月にかけて、赤軍パルチザンが行う鉄路破壊活動は非常に激しく、ドイツ軍の輸送状況を悪化させ深刻な問題を生じさせた。
ちなみに1943年11月28日から12月1日まで、イギリス首相ウィンストン・チャーチル、アメリカ大統領フランクリン・ルーズベルト、スターリンの間でテヘラン会談が行われていた。1943年に行われた他の大規模な攻撃と共に、ドニエプル川の戦いは西側連合国と交渉するスターリンに優位な立場を与えることとなった。

## 犠牲者についての議論
ドニエプル川の戦いの犠牲者については激しい議論の対象である。いくつかの文献ではクルスクの戦いより非常に少ない数字（200,000から300,000名）と伝えている。しかし関連する戦いと巨大な戦区のために、複数の歴史家は損害がスターリングラードの戦いと同レベルまで簡単に達するか、それを越えるはずだが、スターリングラードが有名であるため、気づかれていないとしている。犠牲者数はその時間枠に依存しており、1943年のスモレンスクの戦い（これはドニエプル川の戦いにおける一種のあてにならない作戦として使用された）の犠牲者数がドニエプル川の戦いに含まれるかどうかで変化する。
ソビエト赤軍の犠牲者についてはNikolaï Shefovの「Russian fights」は戦死373,000名を含む1,500,000名としており、イギリスの歴史家、ジョン・エリクソンの「Barbarossa: The Axis and the Allies」は1943年9月26日から12月20日の間に（従って、8月26日から9月30日に行われたチェルニゴフ・ポルタヴァ作戦は含まれていない）ソビエト赤軍は173,201名が戦死したと詳細な数値を出しており、Glantz/Houseの「When Titans Clashed」では8月26日から9月30日のチェルニゴフ・ポルタヴァ作戦において全体で428,000名（戦死103,000名）が犠牲となり、9月26日から12月20日の間に全体で754,000名（戦死173,000名）としている。ドニエプル川渡河以前にさえ激しいドイツ軍の反撃があったが、これらの数値は低く見積もられ（ソ連のソースではクルスク攻撃の後だけで250,000名が戦死、負傷、捕虜として概算している）3:1というこれまでの死傷者や捕虜による数値から戦病死を含めれば+300,000名という数字も許容範囲である。
ドイツの損害を数字に出すのはより難しい。かなり強化された防衛に対するソビエト赤軍の攻撃による損失比がおよそ3:1という単純な原則（クルスクで例として使われる）から500,000名という数字が導かれる。Shefovと他のソ連、ロシアの歴史家は1,500,000名か同程度の高い犠牲者数を引き合いに出している。しかしこれはありえる数字ではなく、消耗人員の数が関係している人数と同じサイズに近いことを意味していると思われ、また、クルスクの戦いの一日あたりの犠牲者数が戦うと考えるならば、同様の条件の倍である長期戦で1,000,000名という数字が導き出される。
ドニエプル川の戦いは世界史内でも最も犠牲者の多い戦いのリスト（en）に含まれる。